# Gallatin River Ranch (Montana)
Gallatin River Ranch es un lugar designado por el censo ubicado en el condado de Gallatin en el estado estadounidense de Montana. En el Censo de 2010 tenía una población de 69 habitantes y una densidad poblacional de 3,77 personas por km².

## Geografía
Gallatin River Ranch se encuentra ubicado en las coordenadas 45°54′11″N 111°19′46″O / 45.90306, -111.32944. Según la Oficina del Censo de los Estados Unidos, Gallatin River Ranch tiene una superficie total de 18.31 km², de la cual 18.31 km² corresponden a tierra firme y (0.01%) 0 km² es agua.

## Demografía
Según el censo de 2010, había 69 personas residiendo en Gallatin River Ranch. La densidad de población era de 3,77 hab./km². De los 69 habitantes, Gallatin River Ranch estaba compuesto por el 95.65% blancos, el 0% eran afroamericanos, el 0% eran amerindios, el 0% eran asiáticos, el 0% eran isleños del Pacífico, el 4.35% eran de otras razas y el 0% pertenecían a dos o más razas. Del total de la población el 4.35% eran hispanos o latinos de cualquier raza.